# Semidalis angusta
Semidalis angusta is een insect uit de familie van de dwerggaasvliegen (Coniopterygidae), die tot de orde netvleugeligen (Neuroptera) behoort. 
De wetenschappelijke naam Semidalis angusta is voor het eerst geldig gepubliceerd door Banks in 1906.